# Mio caro...
Mio caro... è un album discografico del cantante italiano Gianni Vezzosi, pubblicato nel 2003 dalla GS Record.

## Tracce
1. La figlia del mio amico
2. Te voglio cercà scusa
3. Mio caro...
4. Ancora 'na bugia
5. 'Na jurnata 'e permesso (cover di Peppino Di Bernardo)
6. Male...male...
7. Non andar via
8. Valla a truvà
9. Nun pozzo turnà
10. Non te l'ho detto mai